# Jakub Novák (Slowaaks wielrenner)
Jakub Novák (Prešov, 23 maart 1988) is een Slowaaks voormalig wielrenner. In 2010 werd hij nationaal kampioen op de weg bij de elite, dit was hem eerder bij het tijdrijden al bij zowel de beloften als de junioren gelukt.

## Overwinningen
2006
 Slowaaks kampioen tijdrijden, Junioren
2009
 Slowaaks kampioen tijdrijden, Beloften
2010
 Slowaaks kampioen op de weg, Elite

## Ploegen
- 2007 –  CK Příbram B.E.I.
- 2008 –  CK Windoor´s Příbram
- 2009 –  CK Windoor´s Příbram
- 2010 –  Amore & Cita-Conad
- 2011 –  Dukla Trenčín Merida

Ažaltovič · Béreš · Chalás · Hrbáček · Jurčo · Kováč · Mahďar · Marek · Nagy · Novák · Polievka · Šipeky · Tybor · Vyšna